# باول ميتشيل (لاعب كرة قدم)
باول ميتشيل (بالإنجليزية: Paul Mitchell) (26 أغسطس 1981 بمانشستر في المملكة المتحدة - ) هو لاعب كرة قدم بريطاني في مركز الدفاع. لعب مع سويندون تاون وميلتون كينز دونز ونادي بارنت ونادي ريكسهام وويغان أتلتيك ونادي هاليفاكس تاون.

## وصلات خارجية
- باول ميتشيل على موقع قاعدة بيانات كرة القدم.إي يو (الإنجليزية)
- باول ميتشيل على موقع Soccerbase.com (لاعب) (الإنجليزية)